# 台中市公車291路 (2013年停駛)
台中市公車291路曾經行駛自臺中火車站經沙鹿到臺中港郵局。

## 歷史
- 2013年1月1日：移撥為臺中市公車，原為公路客運6528路〈臺中－臺中港（北堤）〉。
- 2013年10月16日：停駛。[1]

## 路線基本資料
全程行車里數約30.4公里，全程行車時間約75分。往臺中港郵局76站，往臺中火車站76站。
自臺中火車站起，沿建國路、民權路、向上路、東興路、向上南路、文心路、向心路、南屯路、永春路、忠勇路、五權西路、中龍路、中蔗路、太平路、中沙路、自強路、屏西路、鎮南路、沙田路、中山路、中棲路、梧棲路、梧北路、大智路、四維路行駛到臺中港郵局。
自臺中港郵局起，沿相同道路至民權路，經柳川西街、中山路、建國路行駛至臺中火車站。

### 收費
依里程計費；刷卡八公里免費